# Chalciporus rubinellus
Chalciporus rubinellus är en svampart som först beskrevs av Peck, och fick sitt nu gällande namn av Rolf Singer 1973. Chalciporus rubinellus ingår i släktet Chalciporus och familjen Boletaceae.   Inga underarter finns listade i Catalogue of Life.